# Фоссилии

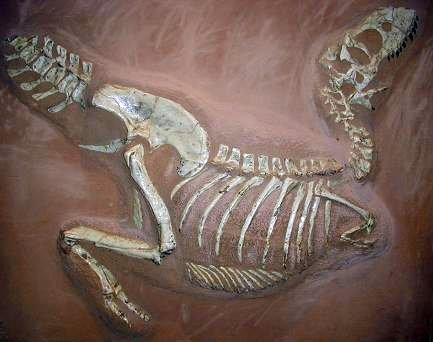
Фоссилии тарбозавра

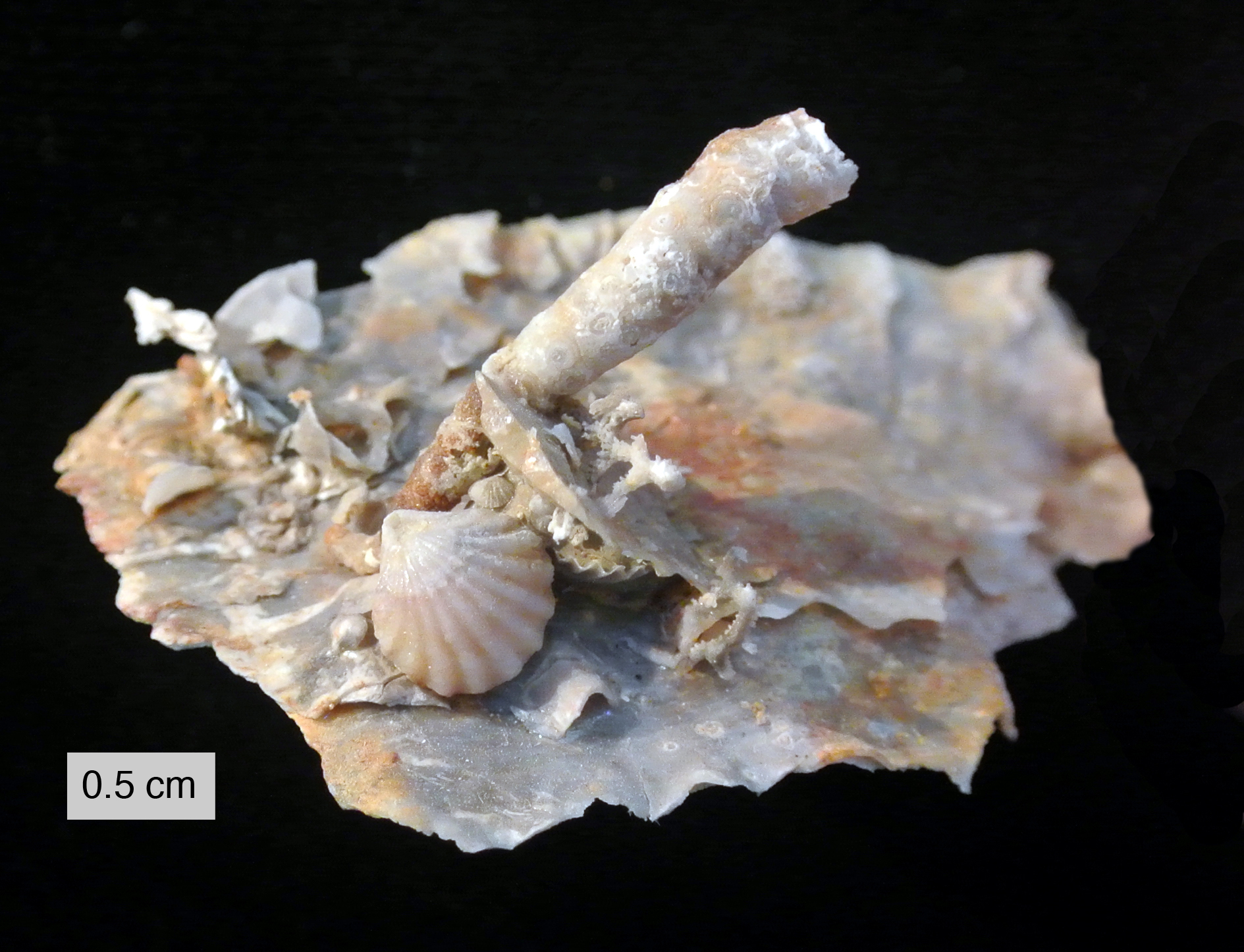
Морские фоссилии

Фосси́лии (лат. fossilis — ископаемый, окаменелость в палеонтологии) — ископаемые остатки организмов или следы их жизнедеятельности, относящиеся к прежним геологическим эпохам.
Фоссилии предоставляют важную информацию об организмах эпохи своего образования. Их можно обнаружить при раскопках или они обнажаются в результате эрозии. Существуют методы анализа, позволяющие приблизительно определить время их образования или консервации.

## История
Изначально существовало мнение, что отпечатки, часто похожие на разных живых существ, а не только на раковины, были узорами, которые сформировались во время образования самих пород в результате некоего таинственного влияния звёзд или Луны. Первое известное мнение о геологическом происхождении окаменелостей высказал Леонардо да Винчи. В начале XVI в. он отмечал в своей записной книжке:
Мнение о том, что эти раковины были созданы и продолжают непрерывно создаваться в местах, подобных этим, силами местной природы или силой небес... не может возникнуть в мозге, обладающем хоть сколько-нибудь заметной способностью к рассуждению.
Окончательную ясность в природу окаменелостей внесли работы Роберта Гука и Нильса Стенсена.

## Описание
Фоссилии обычно представляют собой остатки (не путать с человеческими останками) или отпечатки животных и растений, сохранившиеся в почве, камнях, затвердевших смолах. Довольно часто таким образом сохраняются только твёрдые части тела животного — раковины, зубы, кости, которые нередко замещаются минеральным веществом. Мягкие же ткани разлагаются, однако по результатам их взаимодействия с окружающим материалом (изменению формы или химического состава) иногда можно судить о мягких тканях окаменевшего организма. К фоссилиям относят также законсервированные следы, например, ног организма на мягком песке, глине или грязи.
Под фоссилиями могут пониматься любые несовременные остатки или следы живых организмов, однако часто этот термин применяется в более узком смысле для обозначения лишь тех остатков и следов, которые встречаются в доплейстоценовых отложениях и прошли процесс фоссилизации. Такие остатки и следы также называют окаменелостями.

## Фоссилизация

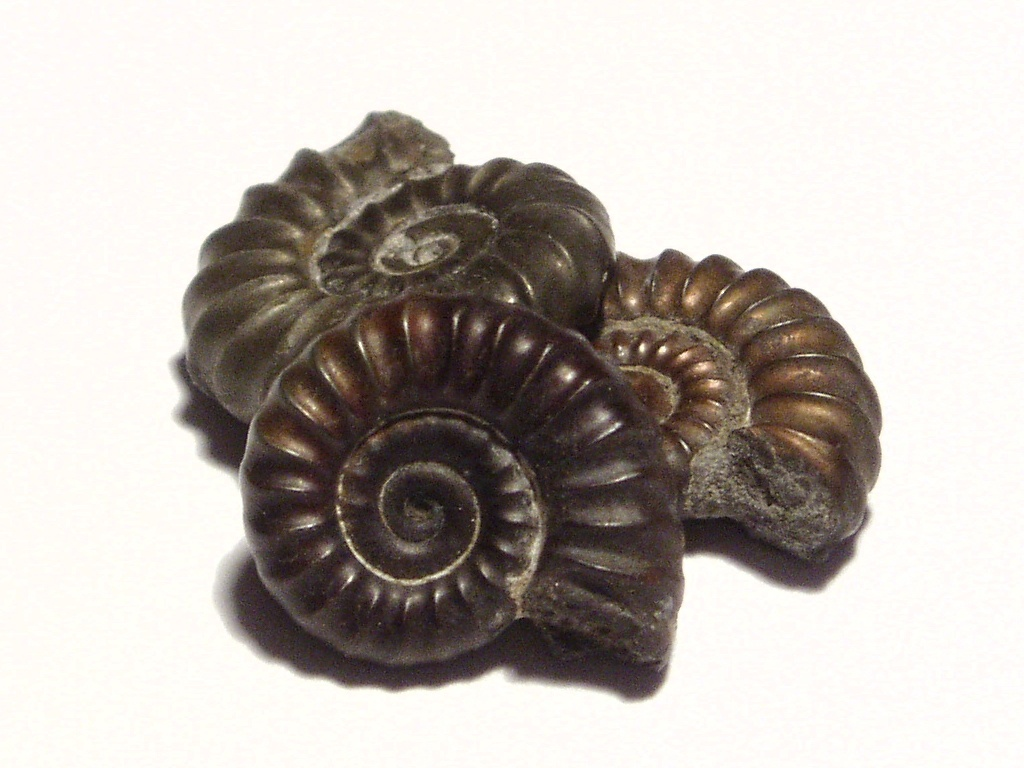
Аммониты. Окаменелые раковины

Фоссилизация — совокупность процессов преобразования погибших организмов в ископаемые. Она сопровождается воздействием различных факторов среды и прохождением процессов диагенеза — физических и химических преобразований, при переходе осадка в породу, в которую они включены.
После гибели организма в первую очередь происходит разрушение мягких тканей, затем — заполнение пустот скелета минеральными соединениями. Иногда пустоты скелета подвергаются пиритизации, ожелезнению, в них могут возникать друзы и включения кальцита, аметиста, флюорита, галенита и т. д.
При фоссилизации скелет подвергается перекристаллизации, приводящей к устойчивым минеральным модификациям. Например, арагонитовые раковины моллюсков преобразуются в кальцитовые. Известны случаи минерализации, когда первичный химический состав скелета изменяется (псевдоморфозы). Так, известковые раковины частично или полностью замещаются водным кремнезёмом и наоборот. Иногда наблюдаются фосфатизация, пиритизация и ожелезнение минеральных и органических скелетов.
Растения при фоссилизации, как правило, подвергаются полному разрушению, оставляя т. н. отпечатки и ядра, однако их остатки обнаруживаются в ископаемом виде начиная с докембрия (фоссилизированное органическое вещество).
Отмершие ткани могут замещаться минеральными соединениями (псевдоморфозы), чаще всего кремнезёмом, карбонатом и пиритом. Подобное полное или частичное замещение стволов растений при сохранении внутренней структуры называется петрификация.

## Типы

### Субфоссилии
Субфоссилии (лат. sub — под, почти) — ископаемые, у которых сохранился не только скелет, но и слабоизменённые мягкие ткани. Для растительных остатков используют термин «фитолеймы» (др.-греч. φυτόν — растение; λεῖμμα — остаток). Они представлены в различной степени изменёнными растительными остатками, сохраняющими клеточную структуру. К субфоссилиям относят фитолеймы из четвертичных отложений — семена, орехи, шишки хвойных, древесина, захороненные в торфяниках.
К субфоссилиям также принадлежат уникальные находки некоторых животных, например мамонты, носороги и птицы. Консервантами в таких случаях являются вечная мерзлота, различные битумы, вулканический пепел, эоловые пески. Ранее считалось, что янтарь также является хорошим консервантом, однако в нём не сохраняются мягкие ткани. Ископаемые растения и животные в янтаре полностью сохраняют свою форму, что позволяет тщательно изучить их внешнюю морфологию. Но попытка извлечь объекты заканчивается тем, что все их содержимое рассыпается в пыль.
Субфоссилии часто рассматриваются не как разновидность фоссилий, а как равнозначная им самостоятельная категория объектов палеонтологических исследований.

### Эуфоссилии
Эуфоссилии, или эвфоссилии (др.-греч. εὖ — хорошо) представлены целыми скелетами или их фрагментами, а также отпечатками и ядрами. Скелетные остатки имеют минеральный или органический состав. К ним относятся раковины и скелеты животных, оболочки бактерий и грибов, а также органические остатки листьев, семян, плодов, спор и пыльцы. Скелеты являются основными объектами палеонтологических исследований.
Иногда используется термин «органикостенные микрофоссилии», к которым относятся оболочки бактерий и грибов, нитчатых цианобактерий, а также споры и пыльца. Размеры таких фоссилий менее 100 мкм.
Многие эуфоссилии сохраняют информацию не только о мягких частях организма и его функциональных системах, таких как кровеносная, половая, проводящие пучки растений и др., но и об образе жизни и биогеохимических процессах.

### Ихнофоссилии
Ихнофоссилии (др.-греч. ἴχνος — след) — следы жизнедеятельности ископаемых организмов. Чаще всего они сохраняются в виде отпечатков, реже в виде слабообъёмных образований. К ним относятся следы ползания и зарывания членистоногих, червей, двустворок; следы выедания, норки, ходы и следы сверления губок, двустворок, членистоногих; следы передвижения позвоночных. Изучением ихнофоссилий занимается палеоихнология.

### Копрофоссилии
Копрофоссилии (др.-греч. κόπρος — помёт, навоз) образованы продуктами жизнедеятельности ископаемых организмов. Имеют объёмный характер, сохраняются в виде валиков, конкреций, холмиков, столбиков, пластовых тел.
К наиболее типичным копрофоссилиям относятся конечные продукты пищеварения позвоночных животных, непереваренные остатки других животных и растений. Обычно они представлены валиками и ленточками, обогащёнными кальцием, железом, магнием, калием и фосфором. Копрофоссилии обычно имеют более светлый или, наоборот, более тёмный цвет, нередко с красноватым оттенком, что выделяет их из окружающей породы. См. также копролиты.

### Хемофоссилии
Хемофоссилии (др.-греч. χημία — химия) представлены органическими ископаемыми биомолекулами бактериального, цианобактериального, растительного и животного происхождения. Обычно сохраняют химический состав биомолекул, который позволяет определить систематическое положение ископаемого организма, но не его морфологию. Являются объектом изучения биохимии и молекулярной палеонтологии.
Наряду с субфоссилиями часто рассматриваются не как разновидность фоссилий, а как самостоятельная категория объектов палеонтологических исследований.

## Научные направления
Среди наук геологического цикла, изучающих фоссилии, представлены многие научные направления, среди них:
- Актуопалеонтология
- Микропалеонтология
- Палеоальгология
- Палеоанатомия
- Палеоантропология
- Палеобиология
- Палеобиономия
- Палеобиохимия
- Палеоботаника
- Палеоихнология
- Палеокарпология
- Палеоксилология
- Палеолимнология
- Палеомикология
- Палеоморфология
- Палеонтологическая стратиграфия
- Палеонтология
- Палеонтология позвоночных
- Палеопалинология
- Палеопатология
- Палеопедология
- Палеофаунистика
- Палеофизиология
- Палеофитология
- Палеофлористика
- Палеофлюминология
- Палеоэкология
- Палеоэмбриология
- Фитопалеонтология
- Фоссилилогия
- Фоссилиномия
- Эволюционная палеонтология
- и другие.